# Els Alamús
Els Alamús è un comune spagnolo situato nella comunità autonoma della Catalogna.